# Accident ferroviari d'Once del 2012

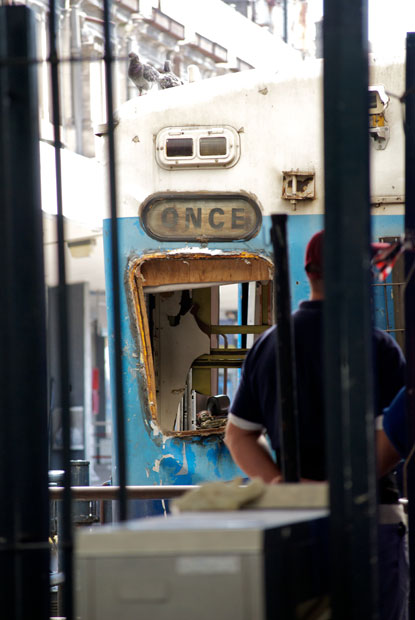
Vista del tren que xocà

L'accident ferroviari d'Once del 2012 fou un sinistre que va tenir lloc el dimecres 22 de febrer de 2012 quan un conjunt de vuit vagons, on hi viatjaven més de 1200 passatgers arribava a les andanes de l'estació Once a Buenos Aires (Argentina). El sinistre va tenir lloc a l'hora punta d'un dia feiner, la qual cosa va augmentar les víctimes. En el sinistre van perdre la vida un total de 49 persones i hi va haver més de 675 ferits.
És considerat el tercer accident ferroviari més greu de l'Argentina, després del que va tenir lloc el 1970 a Benavídez, on van morir 236 persones i el que va ocórrer a la localitat de Sa Pereira (Província de Santa Fe en 1978 que va causar la mort de 55 persones.
El xoc es va produir a les 08:33 del matí, hora local, quan el tren núm. 3772, identificat amb la xapa 16, que estava arribant a l'andana número 2 de l'estació d'Once, no va poder detenir-se a temps, i va col·lidir amb els topalls de contenció que hi havia al final de les vies.

## Causes
Si bé les causes directes de l'accident encara estan per determinar, i tot i que el tren circulava a una "velocitat habitual" (el mesurament per GPS assenyalà 26 km/h) la hipòtesi més difosa fins al moment és una fallada en el sistema de frenada, per causa d'un mal funcionament del sistema hidràulic, la qual cosa ha generat una acusació directa contra l'empresa explotadora per manca de manteniment adequat i inversió en el sistema ferroviari, segons han informat fonts sindicals.

## Conseqüències
El sinistre va tenir lloc a les 08:34 UTC-3 en un dia feiner, quan els vagons anaven plens de gom a gom de persones que anaven a treballar. L'últim recompte parla de 49 morts i més de 675 ferits.